# Distephanus subluteus
Distephanus subluteus là một loài thực vật có hoa trong họ Cúc. Loài này được (Scott-Elliot) H.Rob. & B.Kahn mô tả khoa học đầu tiên năm 1986.